# Patrice d'Ollone
Patrice d'Ollone est un pianiste et compositeur français né le 8 juillet 1947.  

## Biographie
Diplômé de Sciences Po Paris, d'études supérieures de droit public et d’un CAPES de lettres classiques, Patrice d'Ollone a été de 1990 à 2002 délégué artistique de l'Orchestre National de France (ONF), alors que Charles Dutoit en assurait la direction musicale. Mais il a commencé sa carrière au sein du groupe Total, comme responsable des relations avec l'éducation nationale et les universités et administrateur de la Fondation Total pour la musique. Il y a occupé ensuite, de 1974 à 1990, les fonctions de chef du service de presse.
Pianiste de formation, petit-fils du compositeur Max d'Ollone (et petit-neveu de l'explorateur Henri d'Ollone), Patrice d'Ollone se consacre aussi depuis les années 1970 à l'interprétation et l’enregistrement de pages méconnues de la musique française. C'est à l’occasion de plusieurs commandes pour des documentaires de télévision qu'il se lance dans la composition. Après les musiques des films En France à l'heure allemande (2012 - Arte) et Ils ont libéré Paris! (2014 - France 3), il compose en 2016 une suite orchestrale sur le thème de la bataille de Verdun pour un documentaire diffusé par Arte et France 3. D'une durée de 30 minutes, cette suite est orchestrée par Thibault Perrine, professeur d’écriture au Conservatoire à rayonnement régional de Paris et enregistrée par l'Orchestre de la Garde républicaine, réuni en formation symphonique sous la direction de François Boulanger. La suite Verdun est jouée en concert à la cathédrale de Verdun, aux Invalides, à la Forteresse d'Arras, au Festival de Lourdes, à Cambrai, à la Mairie de Paris et à la Clairière de l'Armistice de Compiègne, lors du concert pour l'Europe organisé le 15 juin 2018 pour les commémorations de la fin de la Grande Guerre. En 2018, l'Orchestre de la Garde républicaine enregistre une nouvelle suite écrite par Patrice d'Ollone (et orchestrée par Thibault Perrine) pour le documentaire Dans la tête des SS, diffusé par la chaîne américaine National-Geographic et France 3. En janvier 2020, sa pièce Réconciliation, commandée par l'accordéoniste Félicien Brut dans le cadre de son programme "Neuf", est créée lors de la Folle journée de Nantes. Interprétée par Félicien Brut, le quatuor Hermès et le contrebassiste Edouard Macarez, cette pièce célèbre la Sixième Symphonie de Beethoven.
Ses disques avec le Quatuor Enesco, avec les chanteurs Didier Henry et Elsa Maurus (primé par l'Académie nationale du disque) ainsi que plusieurs musiciens de l’Orchestre national de France sont salués par la critique. « Il a mieux convaincu que bien des géants du piano », estime Bernard Gavoty dans Le Figaro; « Un pianiste à la sonorité frémissante" », selon Jacques Lonchampt, critique musical au journal Le Monde.
Chargé d’enseignement musicologique à La Sorbonne, Patrice d’Ollone a été directeur des festivals de Menton, de Béziers et de l’abbaye de Valmagne. Il est chevalier dans l’Ordre des arts et lettres.

## Œuvres
- Réconciliation, pour accordéon et quintette à cordes (2020)
- Verdun, suite pour orchestre (Mythes, Frimas, Attente, La Ruée, Lamento, Marche française, Nostalgie, Hymne - 2016).
- Dans la tête des SS, suite pour orchestre (Prologue, Aurore, Orage, Brouillard, Eclaircie, Rythmes, Plainte, Acier, Ténèbres, Maîtres anciens, Nuit - 2018)
- Marche funèbre, pour orchestre (2012)
- Concertino, pour piano et orchestre (2014)
- Violaine, pour orchestre (2014)
- Marche d'Alexis, pour orchestre (2014)
- Cloches, pour piano et orchestre (2013)
- Elégie, pour piano et violoncelle (2013)
- Pauline, pour piano et violon (2013)
- Mozarollone, pour piano et violon (2013)
- Jazz, pour piano, trompette et batterie (2013)
- Ambiguité, pour piano (2012)
- Rythme, pour piano (2012)
- Résistance, pour piano (2011)
- Rengaine, pour piano (2011)

## Enregistrements
- Réconciliation, pour accordéon et quintette à cordes, interprété par Félicien Brut, le Quatuor Hermès et Edouard Macarez, Mirare, 2020
- Verdun et Dans la tête des SS, suites pour orchestre de Patrice d'Ollone; Orchestration de Thibault Perrine, Orchestre de la Garde républicaine, direction François Boulanger, Maguelone, 2018[8].
- Sonates pour violoncelle et piano d'Albéric Magnard et Yvon Bourrel, interprétées par James Lyon et Patrice d'Ollone, Verseau 1977.
- Trios et quatuors de Max d'Ollone, interprétés par Patrice d'Ollone et le quatuor Enesco, Ed. Pierre Verany, Arion, 1999.
- Mélodies vol. 1 et 2 de Max d'Ollone, interprétées par Didier Henry, Elas Maurus et Patrice d'Ollone, Maguelone.
- Musique de chambre de Max d'Ollone, avec Alessandro Carbonare, Philippe Pierlot, Régis Poulain, Elisabeth Glab, Jean-Luc Bourré, Emmanuel Petit, Emma Savouret, Stéphane Manent, Isabelle Perrin, le quatuor Parisii et Patrice d'Ollone, Maguelone, 2005.
- La vie de Beethoven racontée aux enfants, par Madeleine Renaud, Jean-Louis Barrault et Patrice d'Ollone, Le Petit Ménestrel 1960.